# 3-chloorperoxybenzoëzuur
3-chloorperoxybenzoëzuur (3-chloorperbenzoëzuur of meta-chloorperbenzoëzuur; Engelse afkorting: mCPBA) is een organisch peroxycarbonzuur (perzuur). Zoals andere perzuren, zoals perazijnzuur of peroxybenzoëzuur, is het een sterk oxidatiemiddel. Het is een vrij onstabiele stof die bij lage temperaturen moet bewaard worden. De zuivere stof kan door schokken of vonken detoneren.
De stof wordt verkocht als een stabiel mengsel van maximaal 72% m-CPBA met water en een kleine hoeveelheid 3-chloorbenzoëzuur als verontreiniging.

## Toepassingen
Toepassingen zijn onder andere:
- de Baeyer-Villiger-reactie, dit is de oxidatie van aldehyden en ketonen tot esters
- oxidatie van alkenen tot epoxiden (de Prileschajew-reactie)
- oxidatie van sulfiden tot sulfoxiden en sulfonen
- oxidatie van amines tot nitroxiden

Een voorbeeld van een epoxidatie is de reactie van cyclohexeen met 3-chloorperoxybenzoëzuur tot cyclohexeenoxide:
In vele reacties is 3-chloorperoxybenzoëzuur selectiever dan andere perzuren.